# 15523 Grenville
15523 Grenville (1999 XE151) là một tiểu hành tinh vành đai chính.